# Andrena panurgina
Andrena panurgina är en biart som beskrevs av De Stefani 1887. Andrena panurgina ingår i släktet sandbin, och familjen grävbin. Inga underarter finns listade i Catalogue of Life.